# 研究站

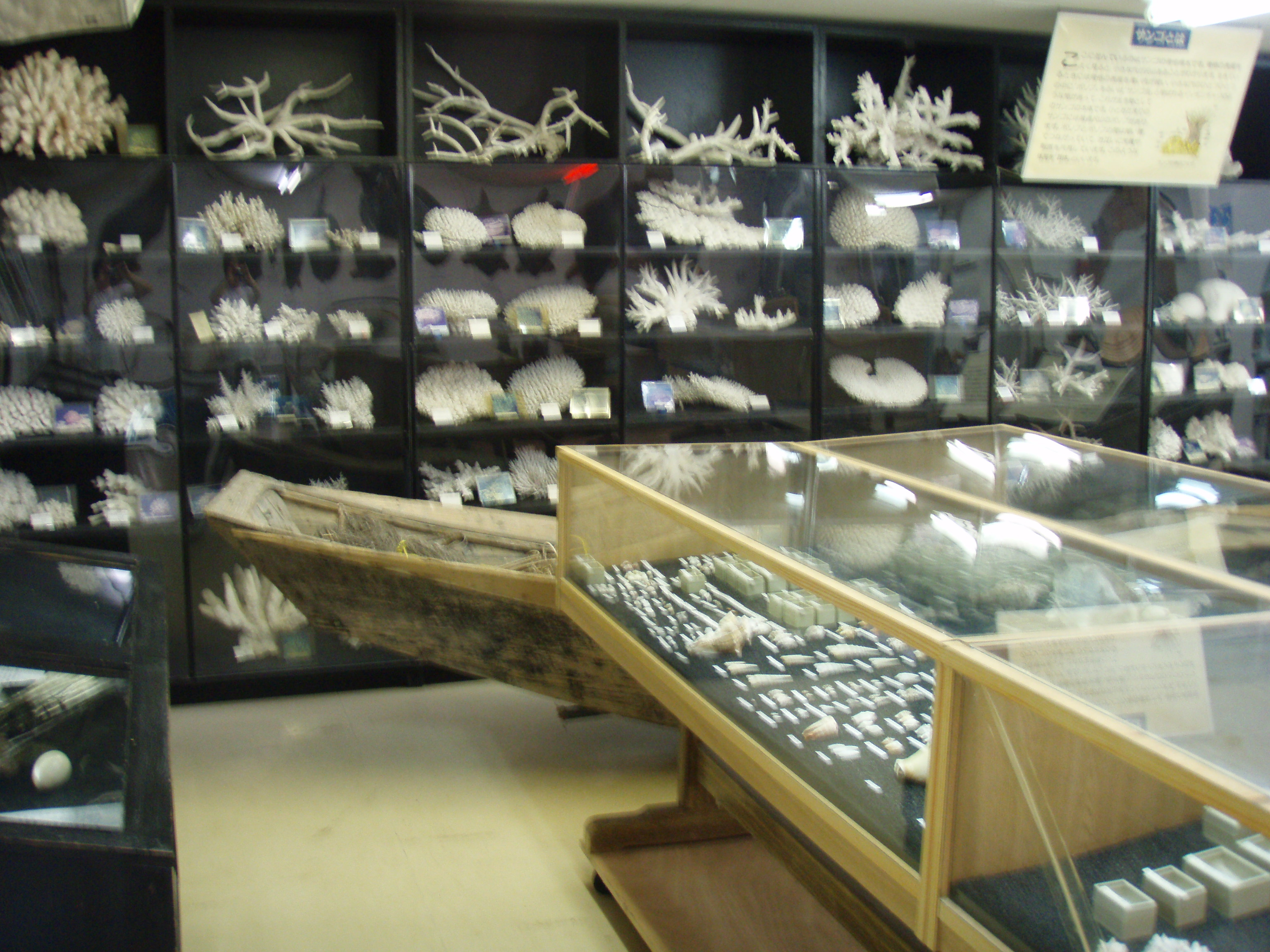
位於沖繩縣黑島的黑島研究站

研究站是為進行科學研究而建造的駐點。研究站點可能包括世界偏遠地區、海洋以及外太空，如國際太空站。

## 類型
一些研究站位於北極地區，如東北科學站與麥吉爾北極研究站。北極地區的一些站點是在北冰洋高緯度地區冰層上建造的載人漂流冰站。
位在南極洲設置的研究站，例如：昭和基地、哈雷研究站。
還有各種研究站進行野外生態研究，例如：位於厄瓜多亞馬遜雨林的提普蒂尼生物多樣性站、位於象牙海岸東北部疏林草原的科莫埃國家公園研究站，以及位在坦尚尼亞貢貝溪國家公園珍·古德所主持的研究站。